# Dag Terje Andersen

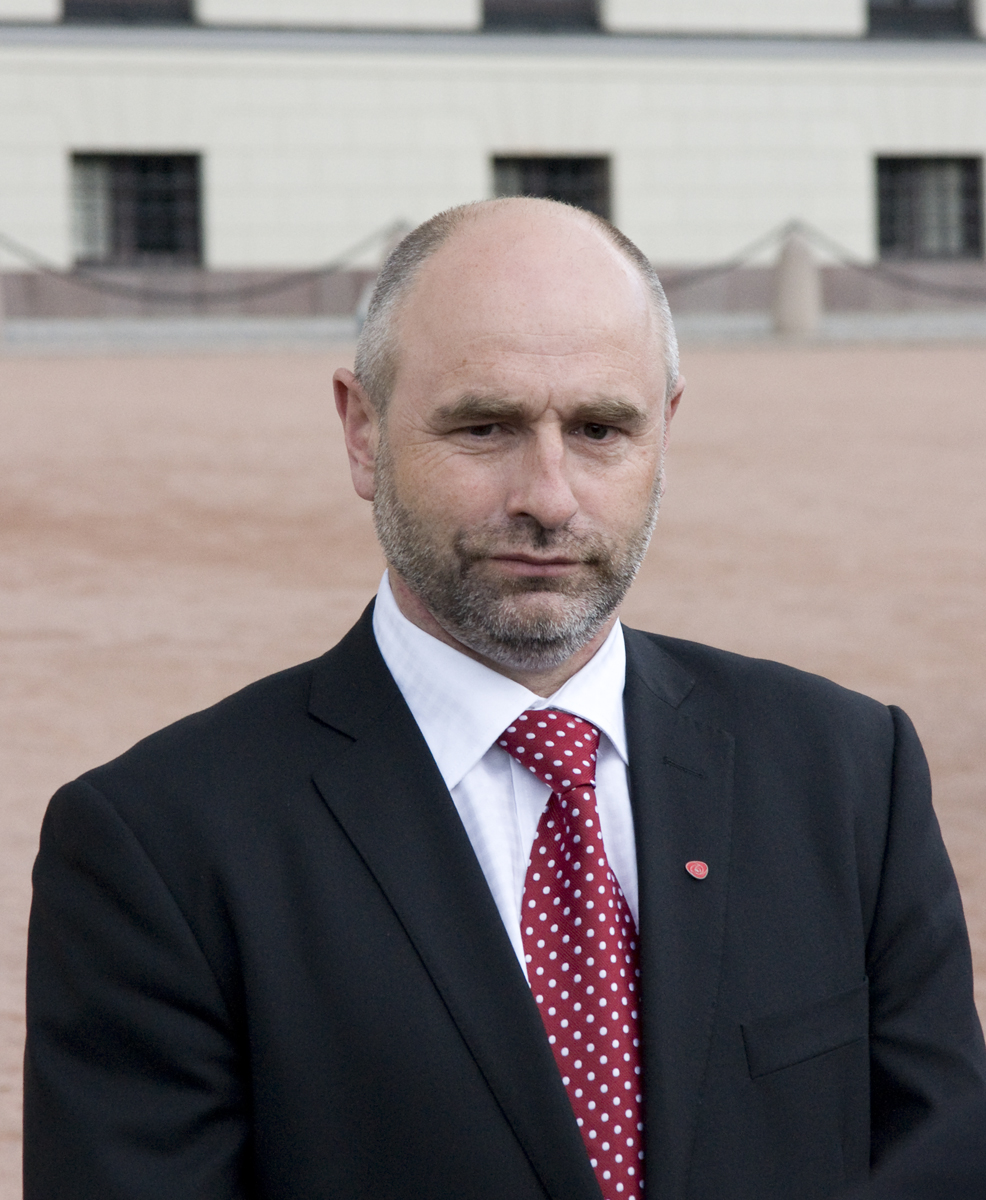
Dag Terje Andersen, 2008

Dag Terje Andersen (* 27. Mai 1957 in Frogn) ist ein norwegischer Politiker der Arbeiderpartiet (Ap). Er war zwischen Oktober 1996 und Oktober 1997 der Landwirtschaftsminister, zwischen September 2006 und Juni 2006 der Wirtschafts- und Handelsminister sowie zwischen Juni 2008 und Oktober 2009 der Minister für Arbeit und soziale Teilhabe seines Landes. Von 1997 bis 2001 sowie erneut von 2005 bis 2021 war er Abgeordneter im Storting. In der Zeit von Oktober 2009 bis September 2013 fungierte Andersen als Stortingspräsident.

## Leben
Nachdem er im Jahr 1976 seine Schulzeit abgeschlossen hatte, arbeitete Andersen von 1977 bis 1992 in der Industrie und der Forstwirtschaft. In dieser Zeit war er zudem zwischen 1983 und 1992 Mitglied im Kommunalparlament von Lardal. Ab 1987 fungierte er dabei als der Bürgermeister der Kommune. Zwischen 1990 und 1992 war Andersen zudem der Vorsitzende der Arbeiderpartiet in der damaligen Provinz Vestfold. Von Februar bis Juni 1992 arbeitete er als persönlicher Referent für Thorvald Stoltenberg im norwegischen Außenministerium. Anschließend war er bis September 1992 unter Stoltenberg als politischer Referent tätig. Am 11. September 1992 wurde Andersen zum Staatssekretär im Sozialministerium unter Ministerin Grete Knudsen ernannt. In diesem Amt blieb er bis zum 15. November 1992.

### Minister und Stortingsabgeordneter
Im Jahr 1992 begann er seine Tätigkeit als Parteisekretär seiner Partei. Die Position nahm er bis 1996 ein. Am 25. Oktober 1996 wurde er zum Landwirtschaftsminister in der neugebildeten Regierung Jagland ernannt. Andersen übte das Amt bis zum Abtritt der Regierung am 17. Oktober 1997 aus. Bei der Parlamentswahl 1997 zog er erstmals in das norwegische Nationalparlament Storting ein. Dort vertrat er den Wahlkreis Vestfold, wurde er Mitglied im Finanzausschuss und im März 2000 zum Vorsitzenden des Ausschusses gewählt. Bei der Wahl 2001 verpasste er den Wiedereinzug. Bis 2002 studierte er Journalismus.
Bei der Stortingswahl 2005 gelang Andersen der erneute Einzug ins Parlament. Er wurde dort Vorsitzender des Kommunal- und Verwaltungsausschusses. Am 29. September 2006 wurde er zum Wirtschafts- und Handelsminister in der Regierung Stoltenberg II ernannt. Dieses Amt übte er bis zum 20. Juni 2008 aus. Zwischen dem 16. November 2006 und dem 10. April 2007 fungierte er zudem als kommissarischer Fischerei- und Küstenminister. Am 20. Juni 2008 wechselte er schließlich zum Posten des Ministers für Arbeit und soziale Teilhabe. In dieser Position verblieb er bis zum 2. Oktober 2009.

### Stortingspräsident
Er kehrte daraufhin zu seinem Mandat ins Storting zurück, nachdem er als Mitglied der Regierung sein Mandat hatte ruhen lassen müssen. Im Parlament wurde er am 8. Oktober 2009 zum Stortingspräsident gewählt. Er blieb bis zum 30. September 2013 in dieser Position und er leitete in dieser Zeit den Wahlausschuss. Nach der Wahl 2013 wurde er der stellvertretende Vorsitzende des Arbeits- und Sozialausschusses, im Anschluss an die Stortingswahl 2017 übernahm er den Vorsitz des Kontroll- und Verfassungsausschusses.
Im April 2020 kündigte Andersen an, bei der Parlamentswahl 2021 nicht erneut für einen Sitz im Storting zu kandidieren. Er schied in der Folge im Herbst 2021 aus dem Parlament aus.